# Dipylidium caninum
La tènia del gos (Dipylidium caninum) és una espècie de platelmint paràsit dels cànids i els fèlids en general, així com d'altres animals que allotgen puces que són els hostes intermediaris.
Es tracta, doncs, d'un hiperparàsit, ja que parasita altres paràsits, sobretot de Ctenocephalides canis (puça del gos) i Ctenocephalides felis (puça del gat) i, amb una freqüència molt menor, Pulex irritans (puça de l'home), o el poll caní Trichodectes canis. Aquests ectoparàsits (paràsits externs) són els hostes intermediaris de la tènia, la qual poques vegades origina simptomatologia clínica en gats i gossos i té dos genotips diferents. És una espècie que també infecta guineus comunes, coiots, dingos, xacals, hienes, civetes, gats fers, gats de la jungla o guineus menjacrancs.
Aquest paràsit va ser descrit per Carl von Linné com Taenia canina l'any 1758, sent el veterinari francès Alcide Railliet qui li donà el seu nom actual el 1892, a partir de les observacions fetes anteriorment per Leuckart.

## Epidemiologia
És un cestode de distribució mundial que pertany a l'ordre Cyclophyllidea i la seva prevalença, almenys a Europa, sembla lleugerament més alta en gossos que en gats. D'acord amb un estudi epidemiològic realitzat emprant mètodes de detecció bimolecular en exemplars dels animals esmentats -amb propietari- pertanyents a diversos països europeus entre 2009 i 2013, la taxa mitjana d'infestació per D. caninum en ells era quasi del 20%, observant-se una major presència de paràsits entre les mostres recollides a zones rurals.

## Morfologia
El cuc adult és hermafrodita i té de mitjana uns 30 cm de llarg i 2-3 mm d'ample. El rostel del seu escòlex és cònic, retràctil i amb un nombre variable de fileres de ganxos (entre 1 i 8, encara que habitualment són unes 4 o 6) que li permeten agafar-se a la paret intestinal. S'alimenta gràcies a quatre ventoses. El cos del cuc està format per múltiples segments (proglotis) ovoïdals que es veuen fàcilment a la femta, d'uns 12 x 2,5 mm, molt característics (semblen una llavor de carbassa) i amb dos porus genitals al mig de cada marge lateral. Els segments gràvids contenen més de 50 paquets d'ous, amb 5-30 ous a l'interior del paquet. Les larves de D. caninum es desenvolupen dins de l'estómac de les larves de les puces.

## Patogenicitat
D. caninum provoca la dipilidiasi humana, una infecció zoonòtica intestinal que acostuma a afectar nens petits que tenen contacte amb la saliva d'animals sense control veterinari o inclús a causa de la ingesta incidental de larves de puça portadores del paràsit. No és una infecció molt freqüent, amb uns 350 casos registrats a la literatura mèdica fins al 2016, si bé podria existir infradiagnosi de la malaltia com a conseqüència d'una identificació errònia del paràsit. En lactants provoca prurigen perianal, pèrdua de pes, febre i diarrees importants que, sense un examen coprològic adequat, poden semblar producte d'una oxiürosi en ser molt similars les proglotis que emergeixen per l'anus i els ous que dipositen els Enterobius. Moltes vegades la infecció cursa de forma poc simptomàtica, ja que la càrrega parasitària sol ser baixa al no ser l'espècie humana l'hoste definitiu. No es rar que es produeixin retards diagnòstics i que calgui més d'una consulta fins a aconseguir una correcta identificació del cuc. S'ha descrit algun cas excepcional d'infecció per aquest cestode en receptors de trasplantaments renals.
Pel que fa a gossos i gats, els cucs adults rares vegades provoquen símptomes d'importància, llevat que la seva presència en ells sigui massiva. Sobretot en exemplars joves, apareixen manifestacions abdominals inespecífiques, com diarrea o restrenyiment, sent l'obstrucció intestinal una patologia possible però molt infreqüent en aquesta parasitosi. En gats amb infeccions greus poden presentar-se convulsions epileptiformes. Per regla general, els animals mostren una aparença lànguida i un ventre prominent.

## Prevenció i tractament
És necessari mantenir els animals lliures de puces adoptant les adequades mesures de profilaxi antiparasitària i evitar que les criatures juguin en sòls infestats per aquests insectes o amb gossos i gats que pateixin la infecció. Assajos en gossos indiquen que una dosi única de fluralaner (un insecticida i acaricida sistèmic de la classe de les isoxazolines) prevé en gossos la transmissió del paràsit a través de Ctenocephalides felis durant més de dotze setmanes. Convé que els treballadors de centres d'acollida d'animals i gosseres segueixin les normes higièniques bàsiques.
El tractament d'elecció de la dipilidiasi humana i animal és el praziquantel. En nens majors de 4 anys, la dosi recomanada d'aquest fàrmac és una presa única de 10 mg/kg de pes corporal. Alternativament, pot emprar-se niclosamida. Algunes soques del paràsit són resistents al praziquantel i cal administrar nitroscanat una combinació de pirantel/praziquantel/oxantel, o una de pirantel/praziquantel/fendendazole per eliminar-les. L'albendazole no és efectiu contra D. caninum.